# Wilhelm von Wedel-Piesdorf
Pour les articles homonymes, voir Wedel (homonymie).
Karl Heinrich Magnus Wilhelm von Wedel-Piesdorf (né le 20 mai 1837 à Francfort-sur-l'Oder et mort le 11 juillet 1915 à Berlin) est un grand propriétaire terrien et avocat administratif prussien.

## Biographie

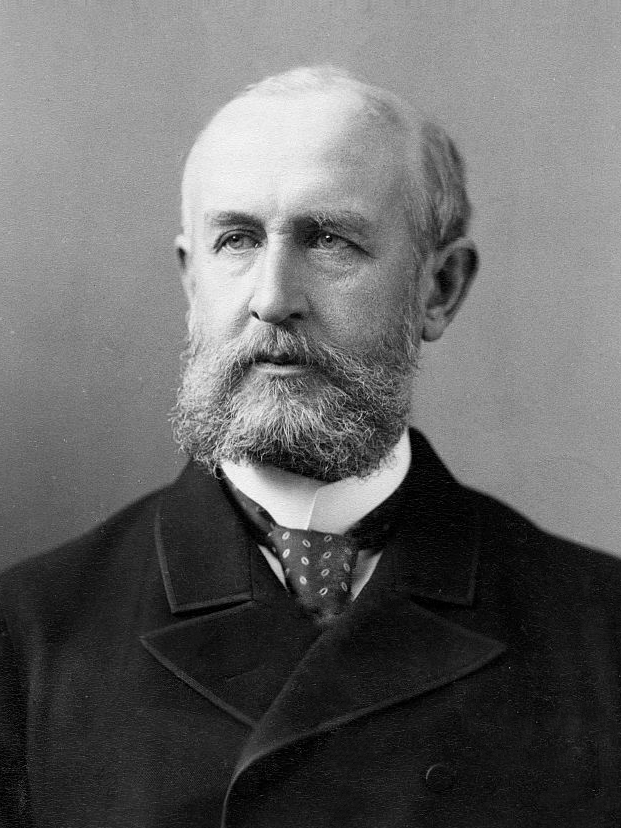
Wilhelm von Wedel-Piesdorf 1896

Il est issu de la famille noble von Wedel (de). Ses parents sont Busso von Wedell (1804-1974) et Pauline von der Reck (1805-1859). Wilhelm von Wedel-Piesdorf est le frère de Karl von Wedel-Piesdorf (de).
Il étudie d'abord le droit à l'Université de Heidelberg. En 1856, il devint actif dans le Corps Saxo-Borussia Heidelberg avec Carl von Behr (de), Archibald von Gramatzki (de), Eduard von Rindfleisch et Ernst Baedeker (de). Quand il devient inactif, il part étudier à l'Université Frédéric-Guillaume de Berlin.
En 1858, il entre dans l'administration interne du royaume de Prusse et devient administrateur de l'arrondissement de Wolmirstedt et l'arrondissement de Mansfeld-Lac (de). Il démissionne de la fonction publique en 1876 pour reprendre la direction de son manoir à Piesdorf. En tant que grand propriétaire terrien, il est membre de la Fédération des agriculteurs.
En 1881, Wedel accepte la nomination de président du district de Magdebourg. Pour le Parti conservateur, il siège à la Chambre des représentants de Prusse de 1879 à 1885. Depuis 1884, il est député conservateur libre du Reichstag, il est élu président du Reichstag la même année. Le roi de Prusse Guillaume II le nomme ministre prussien de la Maison royale l'année des trois empereurs. En 1885, il devient député de la Chambre des seigneurs de Prusse sur présentation de l'Association de la famille von Wedel, propriétaire d'un château en Poméranie, et en devient en 1912 le président. Guillaume von Wedel est commandeur honoraire et chancelier de l'Ordre de Saint-Jean.
La Wedelplatz à Berlin-Friedrichsfelde porte son nom vers 1910 et 1937.
Il se marie le 10 janvier 1871 avec Editha Sophie von Kotze (né le 9 janvier 1843 et morte le 19 avril 1946). Sa fille unique Clara Pauline (né le 13 février 1872) épousa le comte Johannes von Bismarck-Bohlen (né le 14 janvier 1864 et mort le 16 juin 1920), un fils du général Friedrich Alexander von Bismarck-Bohlen.